# Wohnpark Hochheide

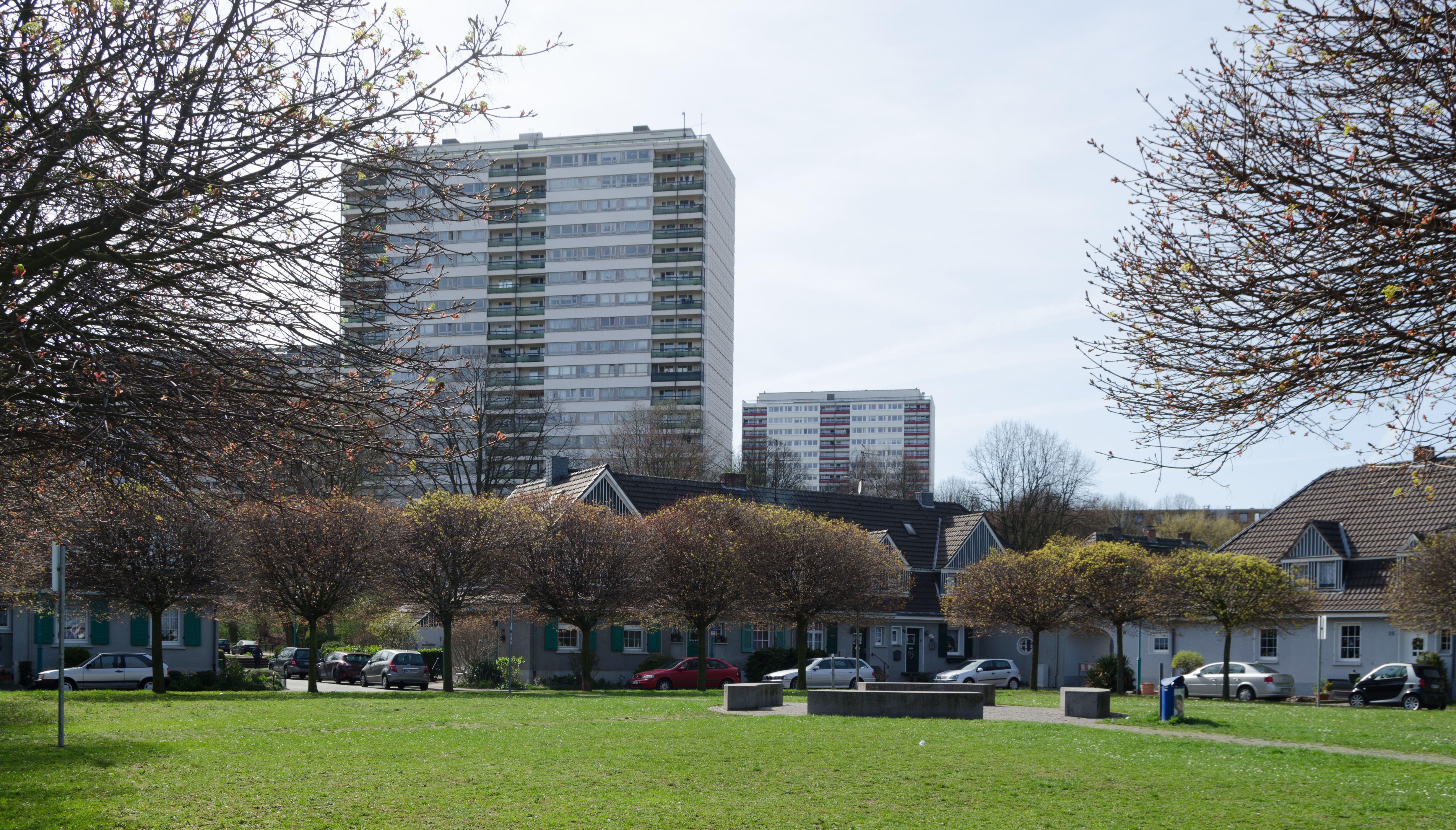
2015

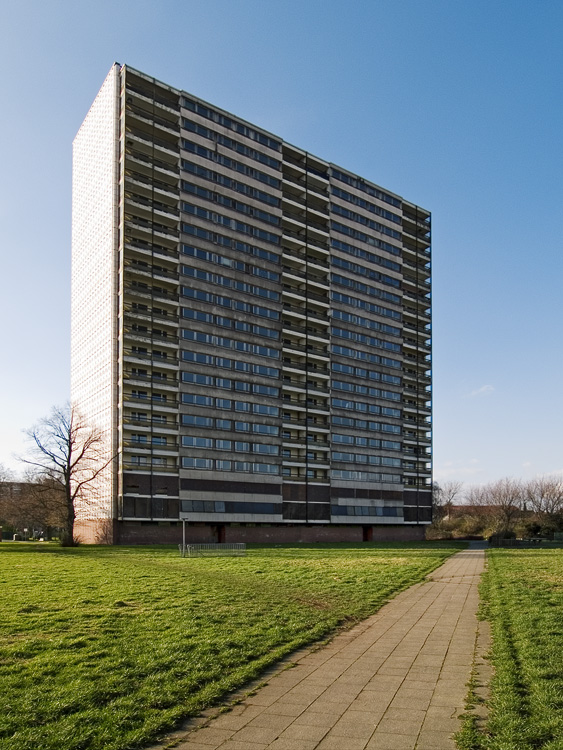
Hanielstraße 36–38

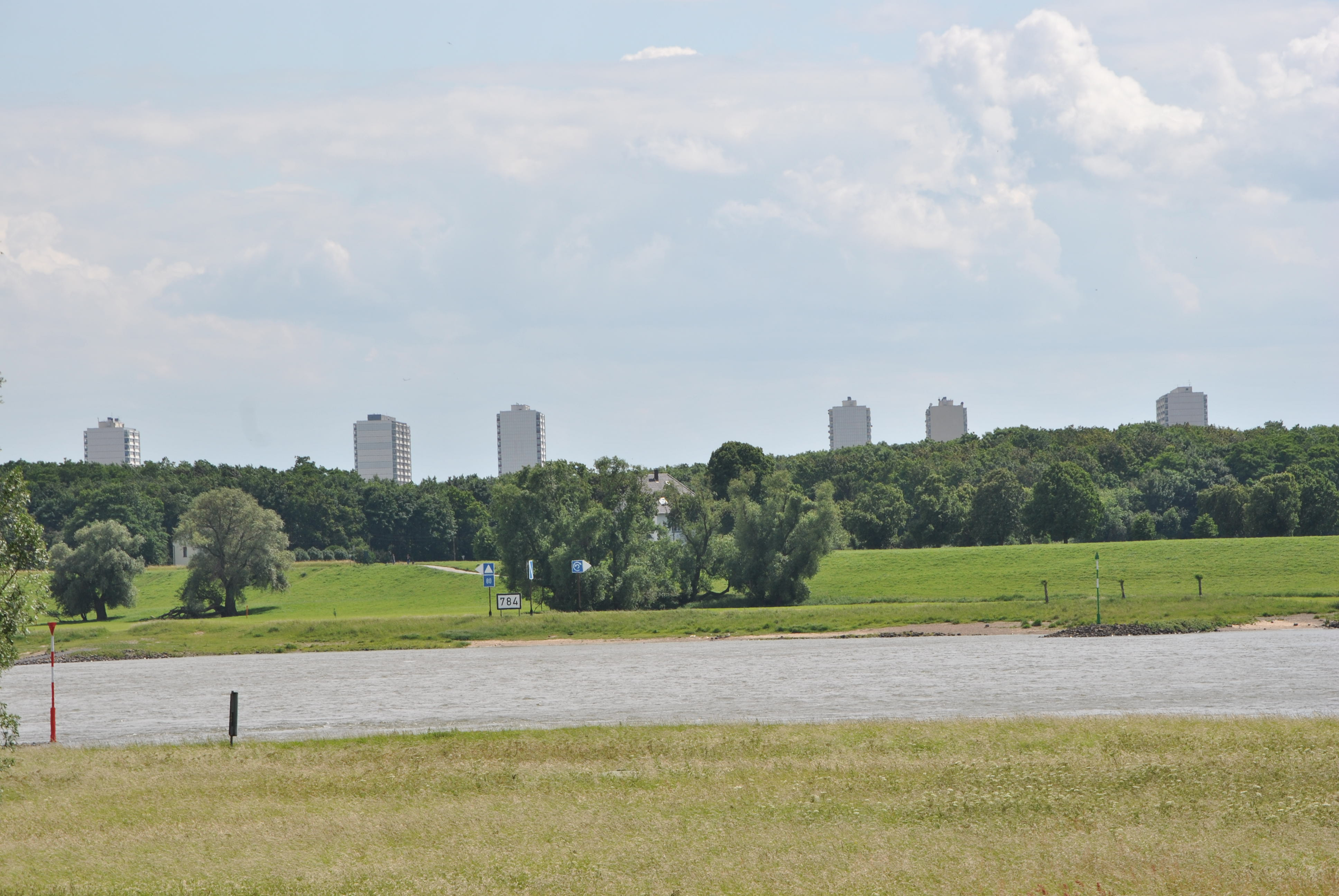
Ansicht von Norden (2012)

Der Wohnpark Hochheide ist eine Großwohnsiedlung im Duisburger Stadtteil Hochheide aus ursprünglich sechs Punkthochhäusern, von denen drei bereits abgerissen wurden. Umgangssprachlich werden diese Hochhäuser auch Weiße Riesen genannt.

## Geschichte

### Hochhäuser statt Bergarbeitersiedlung
Die sechs je zwanzig Stockwerke hohen Bauten (drei Gebäude mit je 160 Wohnungen und drei Gebäude mit je 320 Wohnungen) wurden nach einem Ratsbeschluss der Stadt Homberg von 1969 bis 1974 fertiggestellt. Eine historische Bergarbeitersiedlung, die Siedlung Rheinpreußen, wurde dafür 1966 vom Zecheneigentümer Deutsche Erdöl AG (DEA) an den Bauunternehmer Josef Kun (Kun Bau GmbH) verkauft und zum Teil abgerissen. Der geplante Abriss auch der restlichen rund 600 Wohnungen der Siedlung wurde durch Widerstand der Bewohner verhindert. Bauherr war der durch gute Beziehungen zu kommunalen Amtsträgern bekannte Bauunternehmer Josef Kun, Bauträger die zu Kuns Firmengruppe gehörende Höltgen KG. Auftragsvergabe und Auftragsdurchführung lagen also in einer Hand. Das Bauvorhaben wurde mit Fördermitteln vom Land Nordrhein-Westfalen unterstützt.

### Studie zur Situation der Bewohner und ihrer Wohnsituation
2003 lobte das Bundesministerium für Verkehr, Bau und Wohnen (BMVBW) unter Manfred Stolpe einen Wettbewerb mit dem Titel „Tatort Stadt“ aus, in dem neben anderen Standorten auch das Areal um die „Weißen Riesen“ bearbeitet werden sollte. Hierbei sollten explizit nicht nur die Gebäude und deren bauphysischer Zustand bearbeitet werden, sondern auch die sozialräumliche und ethnische Vielfalt in den Entwurf einbezogen werden. Die Ergebnisse wurden im Anschluss an den Wettbewerb etwa vier Monate in ganz Deutschland präsentiert.

### Erste Sanierung, 2008/2009 – der Rote Riese
Das kleinere der beiden Hochhäuser in der Hanielstraße 36–38 wurde in den Jahren 2008 und 2009 saniert und ist seit September 2009 als „Roter Riese“ wieder bewohnt. Er wurde mit einem Angebot aus Concierge-Dienst, hauseigenem Kiosk, Caritas im Haus und einer modernen, vor allem barrierearmen Ausstattung (z. B. Fußbodenheizung, große Fenster etc.) aufgewertet.

### 2010er und 2020er Jahre, Abrisse
Die Sozialstruktur der Bewohner veränderte sich über die Jahre. 2013 war etwa ein Viertel der unter 65-jährigen Bewohner auf Arbeitslosengeld II angewiesen. 2016 wurde ein Quartierbüro eingerichtet.
Das 62 Meter hohe Gebäude Friedrich-Ebert-Straße 10–16 mit insgesamt 360 Wohnungen stand mehrere Jahre lang leer, nachdem es von den Ordnungsbehörden aufgrund von Sicherheitsmängeln geräumt worden war. Es wurde am 24. März 2019 gesprengt. Die Umgebung wurde erstmals von Amts wegen mit mehr als 15 Drohnen überwacht, von denen einige mit Wärmebildkameras ausgestattet waren; gegen private Drohnen wurden dagegen Störsender eingesetzt. Moderation und Kameras standen auf dem Flachdach eines nahegelegenen Hochhauses. Vor der Sprengung wurde die vorgelagerte 7.100 m² große Tiefgarage abgerissen.
Am 5. September 2021 um 12.10 Uhr wurde das seit 17 Jahren leer stehende Hochhaus Ottostraße 24–30 gesprengt. Rund 1750 Einwohner innerhalb der Sicherheitszone um den Sprengort wurden evakuiert.
Nach insgesamt zehn Besitzerwechseln, darunter vier Zwangsversteigerungen kaufte die Stadt Duisburg im September 2018 das Hochhaus auf der Ottostraße 54–56. Im Rahmen des beschlossenen Integrierten Handlungskonzeptes wurde es bis 2022 leergezogen. Am 27. Juli 2025 erfolgte die Sprengung des dritten Weißen Riesen; der Rückbau durch die Porr AG soll bis Ende 2025 abgeschlossen sein.
Eines der verbliebenen Häuser befindet sich in der Hand eines einzelnen Eigentümers; die anderen beiden bestehen aus Eigentumswohnungen. In den bewohnten Häusern haben Arbeiten zur Sanierung der brandschutztechnischen Anlagen stattgefunden.
Das Hochhaus an der Ottostraße 58 bis 64 ist bekannt für Vermüllung, Verwahrlosung und auch für Clan-Kriminalität. Wegen der insgesamt 120 Eigentümer gestaltet sich die Räumung schwierig. DHL- und Postzusteller seien tätlich angegriffen, Besucher mit Lebensmitteln beworfen worden. Die DHL-Paketzusteller beträten daher das Haus nicht mehr. Der Paketdienst DHL hat angekündigt, testweise an zwei Werktagen in der Woche die Paketzustellung in Begleitung eines Sicherheitsdienstes wieder fortzuführen. Nach einer großangelegten Meldekontrolle durch das Ordnungsamt im Oktober 2024 wurden 487 von 1414 dort gemeldeten Bewohnern von Amts wegen aus dem Melderegister gestrichen.

## Städtebauliches Entwicklungskonzept – ISEK
Im Juni 2020 wurde der Rahmenplan für das Integrierte Städtebauliche Entwicklungskonzept (ISEK) Duisburg-Hochheide durch den Rat der Stadt beschlossen. Von den zahlreichen in Aussicht genommenen Maßnahmen zur Wohnumfeldverbesserung ist mit Stand 2024 nur wenig umgesetzt, mehrere Projekte wurden bereits wieder gestrichen.